# 福雷斯縣 (威斯康辛州)
福雷斯縣（英語：Forest County）是美國威斯康辛州北部的一個縣，北鄰密西根州。面積2,710平方公里。根据美國2000年人口普查，共有人口10,024人。縣治克蘭登 （Crandon）。
成立於1889年。縣名來自當地茂密的森林。